# Morhord
A Morhord magyar metálzenekar 2010 januárjában alakult Dunaújvárosban. Az általuk játszott zene melodikus death metal, thrash metal. Dalaikat angol nyelven adják elő.

## Története
A Morhord zenekar 2010 januárjában alakult. 2013 decemberében kirabolták a zenekar próbatermét, ahonnan elvittek több értékes hangszert, többek közt Prolude BHV300 előfokcsöves erősítő fejet, Line6 Spider II fejet, Line6 Spider IV fejet, Peavey Valveking 4x12 döntött hangládát, Behringer V-tone GMX1200H tranzisztoros gitárhangerősítőt, Harley Benton 4x14 gitár hangládát, Alchemy Professional cintányérokat és Trick Power v1 duplázó lábgépet.
A zenekar számos alkalommal fellépett a Rockmaraton nevű hazai rockzenei fesztiválon. 2017-ben azonban le kellett mondaniuk a fesztiválon való részvételt.

## Tagjai
Szatmári Antal basszusgitáros 2012-ben vált ki a zenekarból.
Biber Attila ének, Pethe György basszusgitár, Incze Péter énekes, Ivsits Zoltán gitár, Ivsits Attila gitár, Bicskei Csongor basszusgitár, Rozsnyai György dob. Berczi Gergő gitáros 2018-ban lépett fel a zenekarral a Rockmaratonon. A zenekar 2020-ban új énekessel bővült. Fekete Zoltán énekes és a zenekar első közös fellépésére 2020. február 14-én került sor a zenekar tizedik, jubileumi koncertjén, a szülővárosukban, Dunaújvárosban.

## Albumok
A zenekar 2011-ben jelentette meg a Colic című kislemezét, mely 4 dalt tartalmazott. 2014-ben adták ki az Undying fire című lemezüket. Ezen a korongon 7 új dal és a korábbi lemez 4 dala jelent meg. A zenekar Pre-Bloodshed című albuma 2019-ben jelent meg. A Bloodshed című lemezük 2020-ban jelent meg, rajta a lemez nyitódalával az Sinner awakening című számmal. Ez utóbbi két lemez dalait összekapcsolja, hogy témájuk egyaránt a zenekar névadójának, Morhordnak történetét mesélik el a dalokon keresztül.2023-ban elkészült a Pre-bloodshed folytatása, a Bloodshed.